# Busbanzá
Busbanzá – miasto w Kolumbii, w departamencie Boyacá.